# Matteo Castaldo
Matteo Castaldo (Nápoles, 11 de dezembro de 1985) é um remador italiano, medalhista olímpico.

## Carreira
Castaldo competiu nos Jogos Olímpicos de 2016, no Rio de Janeiro, onde conquistou a medalha de bronze com a equipe da Itália do quatro sem.